# Китохи
Китохи (груз. კიტოხი) — село в Грузии, в муниципалитете Душети края Мцхета-Мтианети. 

## География
Село расположено в северной части края, в 37 километрах по прямой к северо-востоку от центра муниципалитета Душети. Высота центра — 1260 метров над уровнем моря.

## Население
По данным переписи населения 2014 года, в селе проживало 25 человек.
| Год  | Население | Мужчины | Женщины |
| ---- | --------- | ------- | ------- |
| 1926 | 35        | 17      | 18      |
| 2002 | 69        |         |         |
| 2014 | 25        |         |         |